# Kimon Lycos
Kimon Lycos, informell Kim Lycos, griechisch Κίμων Λύκος (* 19. November 1933 in Alexandria, Ägypten; † 5. September 1995 in Melbourne, Australien) war ein australischer Philosoph und Philosophiehistoriker griechischer Herkunft.
Lycos wuchs in Alexandria, Ägypten, auf und wanderte 1951 nach Sydney aus. Er studierte in Sydney und Oxford und erwarb 1959 seinen B.Phil. in Oxford. 1962 kehrte er nach Australien zurück. Von 1965 an lehrte er 23 Jahre lang Philosophie an der Australian National University. Er ging 1988 vorzeitig in den Ruhestand. Danach lehrte er noch an der University of Melbourne. Er war Gründungsmitglied der Australian Society for Ancient Philosophy.
Lycos beschäftigte sich mit der antiken griechischen Philosophie, insbesondere mit Platon und Olympiodor (die Übersetzung des Gorgias-Kommentars erschien postum), mit Karl Marx und Sigmund Freud sowie mit der zeitgenössischen französischen Philosophie.

## Schriften (Auswahl)
- mit Janet Anderson und Graham Cullum (Herausgeber): Art and Reality. John Anderson on Aesthetics and Literature. Hale and Ironmonger 1982.
- Plato on Justice and Power. Reading Book 1 of Plato's Republic. Macmillan, Basingstoke 1997.
- mit Robin Jackson und Harold Tarrant (Übersetzer): Olympiodorus, Commentary on Plato’s Gorgias. Brill, Leiden 1998, ISBN 90-04-10972-2